# Jacek Bartosiak
Jacek Bartosz Bartosiak (ur. 10 grudnia 1976 w Warszawie) – polski prawnik, publicysta zajmujący się geopolityką i strategią, założyciel think-tanku Strategy&Future.

## Działalność
W 1995 roku ukończył III Liceum Ogólnokształcące im. gen. Józefa Sowińskiego w Warszawie. Absolwent Wydziału Prawa i Administracji Uniwersytetu Warszawskiego. Dyrektor Programu Gier Wojennych i Symulacji Fundacji im. Kazimierza Pułaskiego; Senior Fellow w The Potomac Foundation w Waszyngtonie. W latach 2013–2015 był ekspertem oraz członkiem rady Fundacji Narodowe Centrum Studiów Strategicznych.
W 2016 roku obronił doktorat na podstawie pracy pt. Geostrategiczna Sytuacja USA i Chin na Zachodnim Pacyfiku i w Eurazji a amerykańska koncepcja wojny powietrzno-morskiej w Instytucie Studiów Politycznych Polskiej Akademii Nauk (ISP PAN). Jeden z recenzentów, Stanisław Koziej, przy ogólnie pozytywnej ocenie pracy doktorskiej, wniósł o jej dopuszczenie do publicznej obrony pomimo dostrzeżenia w niej poważnych braków formalnych. Stwierdził, że: 
„słabością rozprawy jest brak wyodrębnionej części metodologicznej, w której przedstawiona byłaby procedura zrealizowanych w ramach doktoratu badań naukowych”.
W 2024 roku Rada Naukowa ISP PAN pozbawiła Jacka Bartosiaka stopnia doktora ze względu na ujawnienie, że w znacznej części stanowi ona plagiat opracowań anglojęzycznych.
Był również ekspertem Fundacji Republikańskiej i członkiem stowarzyszenia Rada Budowy Okrętów. Jest założycielem i właścicielem think tanku Strategy & Future oraz współzałożycielem studia Play of Battle, zajmującego się przygotowaniem symulacji wojskowych. Współpracownik Nowej Konfederacji.
W latach 2017–2018 członek Zespołu Doradczego Pełnomocnika Rządu ds. Centralnego Portu Komunikacyjnego. 19 sierpnia 2018 roku został powołany przez Mikołaja Wilda na prezesa spółki celowej do spraw budowy Centralnego Portu Komunikacyjnego. 19 lutego 2019 roku zrezygnował z tej funkcji.
Prowadzi kanał w serwisie YouTube, gdzie publikuje swoje wykłady o geopolityce i geostrategii. Założyciel i właściciel portalu zajmującego się geopolityką Strategy&Future.

## Odbiór

### Krytyka
Twórczość Bartosiaka spotyka się z krytyką niektórych członków środowiska naukowego i eksperckiego. Zarzuca się mu, iż w swojej publicystyce ma wybiórczo dobierać fakty w celu przedstawiania swojego światopoglądu, a nie naukowo dążyć do poznania prawdy. Michał Lubina publicystykę Bartosiaka określił geopolityzmem, który definiuje jako „postrzeganie wszystkich sfer życia politycznego przez nadrzędny pryzmat geopolityki”. Zwraca się uwagę na braki warsztatowe i w bibliografii, błędy faktograficzne i w chronologii (pokonanie Napoleona przez Rosję następuje przed rozbiorami Polski, zaś pucz Janajewa – po rozpadzie ZSRR), jednostronne oparcie się na źródłach oraz pobieżne i wybiórcze cytowanie wybranych autorów, np. Jana Sowy czy Immanuela Wallersteina. Zdaniem Karola Kaźmierczaka na krytyczny odbiór publicystyki Bartosiaka ma wpływać także stawianie szczegółowych, oderwanych od faktów tez, na podstawie których wysnuwa daleko idące wnioski oraz, według Lubiny i Piotra Wójcika, przedstawianie samej geopolityki jako wiedzy niemal tajemnej i skrywanej przed laikami, ocierając się niekiedy o teorie spiskowe. Podobnie Andrzej Kohut zarzucił, że w tym celu Bartosiak posługuje się hermetycznym językiem, którym opakowuje uproszczone wnioski. Dodatkowo często powołuje się na wiedzę pochodzącą z rozmów z niewymienianymi z nazwiska „ważnymi ludźmi”, co utrudnia jej weryfikowanie. Bartosiak ma też bazować na społecznej niechęci do rodzimych elit oraz kompleksu do Zachodu.
Zarzuca się także Bartosiakowi wewnętrzną sprzeczność części wywodów oraz determinizm geograficzny – zbytnie skupianie się na czynnikach geograficznych, wyprowadzając na ich podstawie rzekomo „odwieczne”, „żelazne” oraz „obiektywne prawa geopolityki”, które uznawane są za „kamień filozoficzny” objaśniający politykę międzynarodową. Ignoruje przy tym uwarunkowania kulturowe, ekonomiczne, polityczne, czy społeczne (np. kryzys tożsamości społeczeństw europejskich). Jacek Sokołowski z kolei zarzucił, że w swoich rozważaniach Bartosiak w zbytnim stopniu pomija istnienie Unii Europejskiej. W publicystyce Bartosiak bezkrytycznie przyjmuje tradycyjne, XIX-wieczne, darwinistyczne koncepcje geopolityczne (Halford Mackinder, Alfred Mahan, Rudolf Kjellén), pomijając ich późniejsze podważenie w nauce o stosunkach międzynarodowych oraz fakt, że większość tamtych koncepcji z założenia miała służyć uzasadnianiu imperialistycznych polityk ówczesnych mocarstw, w tym ekspansjonizmu III Rzeszy (Friedrich Ratzel, Karl Haushofer). Lubina jako niepokojące określił używanie przez Bartosiaka terminu Lebensraum w sposób neutralny.
Krzysztof Wojczal skrytykował książkę Armia nowego wzoru z 2022 roku, zarzucając jej autorom, że założyli tylko jeden możliwy wariant strategiczny i na dodatek najkorzystniejszy dla Polski, ignorując pozostałe scenariusze. Wojczal wytknął, że rzeczywistość zweryfikowała książkę negatywnie już w miesiąc po jej publikacji, tj. po inwazji Rosji na Ukrainę.
Do głosów krytycznych Jacek Bartosiak odniósł się m.in. w wywiadzie przeprowadzonym przez Igora Jankego, pt. Heartland, Rimland, pętla, wieża i drabina. 2,5h o Bartosiaku, jego języku, ideach, wojnie i Polsce.

### Zarzuty plagiatów
Michał Piegzik zarzucił Bartosiakowi, że jeden z rozdziałów jego książki Pacyfik i Eurazja. O wojnie, której treść pochodzi z doktoratu Bartosiaka może być plagiatem. Do podobnych wniosków w odniesieniu do innego rozdziału książki Bartosiaka doszedł Jarosław Centek. W obronie Jacka Bartosiaka i jego pracy wypowiedział się Bogdan Góralczyk, który był promotorem doktoratu. Pod wpływem tych reakcji, Piegzik wraz z grupą wolontariuszy przeprowadził analizę 8 z 11 rozdziałów wspomnianej książki, z której ich zdaniem wynika, że ok. 73% jej treści została skopiowana z zewnętrznych źródeł. Oprócz tego zarzucone zostało całej pracy fałszowanie przypisów, błędy merytoryczne, brak metodologii naukowej i brak jasno postawionej tezy. Analiza ta została przesłana do Instytutu Studiów Politycznych Polskiej Akademii Nauk (ISP PAN). W efekcie Komisja Etyki ISP PAN na posiedzeniu z 21 września 2023 podjęła jednogłośnie uchwały, w wyniku których wszczęto procedurę ewentualnej rewizji decyzji nadania Jackowi Bartosiakowi stopnia doktora. Jacek Bartosiak nie zgodził się z zarzutami, przedstawiając na poparcie swojego stanowiska opinie profesora Tomasza Grossego i doktora Damiana Flisaka.
14 czerwca 2024 roku Rada Naukowa Instytutu Studiów Politycznych Polskiej Akademii Nauk poinformowała o odebraniu Jackowi Bartosiakowi stopnia naukowego doktora. Za oświadczeniem PAN opublikowane zostało oświadczenie Michała Piegzika, który opisał celowość i przyczyny podjęcia pracy swojego zespołu oraz wezwał ISP PAN do upublicznienia wszystkich ekspertyz, które stały się podstawą podjęcia tej decyzji. Jacek Bartosiak zapowiedział odwołanie się od decyzji ISP PAN, której nie uważa za ostateczną.
Według Bartłomieja Radziejewskiego Bartosiak w książce Rzeczpospolita między lądem a morzem. O wojnie i pokoju miał przytaczać fragmenty jego eseju bez ujęcia ich w cudzysłów lub oznaczenia odpowiednim przypisem, co zostało przez politologa określone jako „pozorowanie własnego autorstwa”.
W czerwcu 2024 roku Jarosław Wolski poinformował na swoim profilu społecznościowym, że jeden z tekstów Bartosiaka opublikowanych przez Fundację Narodowe Centrum Studiów Strategicznych stanowi plagiat raportu Center for Strategic and Budgetary Assessment. Według wyliczeń Wolskiego, ok. 4600 z 5300 (ok. 87%) słów tekstu Bartosiaka pokrywa się z powyższym opracowaniem. W ocenie części obserwatorów bliższa analiza raportu Wolskiego ujawniła niezasadność tego zarzutu – podkreślają, że pomimo zastosowania przez Bartosiaka nieprecyzyjnej formy cytowania, jasno informuje ona czytelnika, co jest prawdziwym źródłem przytaczanych w tekście informacji; nie można tutaj zatem mówić o ukrywaniu źródeł, a więc o plagiacie:
„Praca powstała przede wszystkich w oparciu o liczne opracowania bardzo wpływowego obecnie amerykańskiego think-tanku – Center for Strategic and Budgetary Assessments (CSBA), wystąpienia jego czołowych ekspertów oraz rozmowy autora z nimi. Ponadto niniejsza praca obszernie korzystała z analiz wiodącego australijskiego analityka zajmującego się przedmiotową problematyką – profesora Studiów Strategicznych z Australian National University - Hugh White i jego wystąpień publicznych. Z powyższych źródeł pochodzą dane wykorzystane w niniejszej pracy”.

## Publikacje książkowe
- 2016: Pacyfik i Eurazja. O wojnie, Asian Century, ISBN 978-83-945749-0-1[42].
- 2018: Rzeczpospolita między lądem a morzem. O wojnie i pokoju, Zona Zero, ISBN 978-83-950-1936-4[43].
- 2019: Przeszłość jest prologiem, Fronda, ISBN 978-83-66177-43-7[44].
- 2020: Koniec końca historii, Nowa Konfederacja, ISBN 978-83-959370-5-7[45].
- 2021: Wojna w Kosmosie (razem z George’em Friedmanem), Zona Zero, ISBN 978-83-66814-17-2[46].
- 2021: Nadchodzi III wojna światowa. Czy Ameryka porzuci Polskę na pastwę Rosji? (razem z Piotrem Zychowiczem), wydawnictwo Rebis, ISBN 978-83-8188-364-1.
- 2022: Armia nowego wzoru (współautor), Zona Zero, ISBN 978-83-66814-36-3.
- 2022: Atak na Ukrainę! Czy Putin rozpętał III wojnę światową? (razem z Piotrem Zychowiczem), wydawnictwo Rebis, ISBN 978-83-818-8935-3.
- 2023: Najlepsze miejsce na świecie. Gdzie Wschód zderza się z Zachodem, wydawnictwo Literackie, ISBN 978-83-08-08071-9[47].
- 2023: Wojna o Ukrainę. Wojna o świat (razem z Piotrem Zychowiczem), wydawnictwo Rebis, ISBN 978-83-83-38104-6.
- 2024: Zapiski w przededniu wojny, czyli dzieci morza wzywają swoją matkę, Wydawnictwo Literackie, ISBN 978-83-08-08409-0.
- 2025: Oczy szeroko otwarte. Polska strategia na czas wojny światowej, Wydawnictwo Literackie, ISBN 978-83-08-08558-5.

## Życie prywatne
Ma trzy córki. 
Pasjonat polskiej literatury oraz historii wojskowości. Wychowywał się na warszawskim Żoliborzu.